# Anton Friedrich von Krosigk
Anton Friedrich von Krosigk (* 17. November 1721 in Gröna; † 22. Juni 1779 in Staßfurt) war ein Gutsherr von Hohenerxleben und Rathmannsdorf, herzoglich-braunschweiger-lüneburgischer Oberhauptmann und fürstlich-anhaltischer Landtags-Unterdirektor.

## Leben

### Familie
Anton Friedrich von Krosigk war Angehöriger des obersächsischen Uradelsgeschlechts Krosigk. Seine Eltern waren Johann Adolf von Krosigk (1666–1728) und dessen Ehefrau Marie Antoinette von Krosigk (1696–1759), eine Tochter von Bernhard Friedrich von Krosigk (1656–1714) aus Poplitz.
Durch den Tod seines Onkels Georg Ernst von Krosigk (1666–1738) erbte er die jüngere Seite von Hohenerxleben, durch das Ableben seines Bruders August Lebrecht von Krosigk (1622–1743) dazu Rathmannsdorf und durch den Tod von Anton Ludolf Friedrich von Krosigk (1691–1744) auch die ältere Seite von Hohenerxleben, da dessen einziger noch lebender Bruder Werner August Friedrich von Krosigk († 1772) die Verwaltung nicht übernehmen konnte. Somit vereinigte er wieder die längere Zeit getrennten Güter von Hohenerxleben.
Im Jahr 1749 heiratete er Ehrengard Helena (* 17. Juli 1729 in Eichenbarleben; † 23. September 1771 in Hohenerxleben), geb. von Alvensleben, eine Tochter von Gebhard Johann IV. von Alvensleben (1703–1763), Propst von St. Peter und Paul in Magdeburg.
Ihre Kinder waren:
- Gebhard Anton von Krosigk (1754–1840)
- Eleonore Sophie Albertine Wilhelmine von Krosigk (* 13. April 1760 in Eichenbarleben; † 28. Juni 1829 in Berlin), verheiratet mit Friedrich Gisbert Wilhelm von Romberg (1729–1809), preußischer Generalleutnant
- Ehrengard Helene Adelheid von Krosigk (* 13. September 1761; † 5. September 1818), verheiratet mit Hans von Kröcher (1755–1798), Domherr von Havelberg, Eltern von Wilhelm von Kröcher und Hans von Kröcher.

Am 13. April 1773 heiratete er Friederika Dorothea von der Schulenburg aus Altendorf († 1820).

### Werdegang
Anton Friedrich von Krosigk erhielt von 1737 bis 1740 eine wissenschaftliche Bildung auf dem Pädagogium zu Halle und bezog sodann die Universität Halle. 1742 ging er nach Mainz, um der Krönung von Kaiser Karl VII. beizuwohnen. Im Jahr 1767 wurde er zum Unterdirektor des Fürstentums Anhalt-Bernburg ernannt.
Anton Friedrich von Krosigk starb am 22. Juni 1779 in Staßfurt im 58. Lebensjahr.